# Conchil-le-Temple
Conchil-le-Temple és un municipi francès situat al departament del Pas de Calais i a la regió dels Alts de França. L'any 2007 tenia 966 habitants.

## Demografia

### Població
El 2007 la població de fet de Conchil-le-Temple era de 966 persones. Hi havia 337 famílies de les quals 57 eren unipersonals (30 homes vivint sols i 27 dones vivint soles), 98 parelles sense fills, 161 parelles amb fills i 21 famílies monoparentals amb fills.
La població ha evolucionat segons el següent gràfic:
Habitants censats

### Habitatges
El 2007 hi havia 1.103 habitatges, 343 eren l'habitatge principal de la família, 740 eren segones residències i 19 estaven desocupats. 341 eren cases i 8 eren apartaments. Dels 343 habitatges principals, 264 estaven ocupats pels seus propietaris, 74 estaven llogats i ocupats pels llogaters i 5 estaven cedits a títol gratuït; 13 tenien dues cambres, 39 en tenien tres, 87 en tenien quatre i 204 en tenien cinc o més. 266 habitatges disposaven pel capbaix d'una plaça de pàrquing. A 135 habitatges hi havia un automòbil i a 174 n'hi havia dos o més.

### Piràmide de població
La piràmide de població per edats i sexe el 2009 era:
| Homes | Edats   | Dones |
| ----- | ------- | ----- |
| 0     | 95 o +  | 0     |
| 4     | 90 a 94 | 0     |
| 0     | 85 a 89 | 4     |
| 12    | 80 a 84 | 0     |
| 4     | 75 a 79 | 12    |
| 8     | 70 a 74 | 24    |
| 16    | 65 a 69 | 32    |
| 20    | 60 a 64 | 20    |
| 24    | 55 a 59 | 24    |
| 16    | 50 a 54 | 20    |
| 28    | 45 a 49 | 24    |
| 48    | 40 a 44 | 52    |
| 28    | 35 a 39 | 32    |
| 20    | 30 a 34 | 8     |
| 28    | 25 a 29 | 28    |
| 16    | 20 a 24 | 28    |
| 36    | 15 a 19 | 60    |
| 48    | 10 a 14 | 16    |
| 8     | 5 a 9   | 28    |
| 8     | 0 a 4   | 16    |

## Economia
El 2007 la població en edat de treballar era de 629 persones, 445 eren actives i 184 eren inactives. De les 445 persones actives 395 estaven ocupades (213 homes i 182 dones) i 50 estaven aturades (30 homes i 20 dones). De les 184 persones inactives 55 estaven jubilades, 69 estaven estudiant i 60 estaven classificades com a «altres inactius».

### Ingressos
El 2009 a Conchil-le-Temple hi havia 372 unitats fiscals que integraven 1.060 persones, la mediana anual d'ingressos fiscals per persona era de 16.682 €.

### Activitats econòmiques
Dels 38 establiments que hi havia el 2007, 2 eren d'empreses extractives, 1 d'una empresa alimentària, 3 d'empreses de fabricació d'altres productes industrials, 4 d'empreses de construcció, 12 d'empreses de comerç i reparació d'automòbils, 2 d'empreses de transport, 4 d'empreses d'hostatgeria i restauració, 1 d'una empresa financera, 1 d'una empresa immobiliària, 1 d'una empresa de serveis, 5 d'entitats de l'administració pública i 2 d'empreses classificades com a «altres activitats de serveis».
Dels 9 establiments de servei als particulars que hi havia el 2009, 1 era una oficina de correu, 1 taller de reparació d'automòbils i de material agrícola, 1 fusteria, 3 lampisteries, 2 perruqueries i 1 restaurant.
Dels 3 establiments comercials que hi havia el 2009, 1 era una botiga de més de 120 m², 1 una fleca i 1 una botiga de roba.
L'any 2000 a Conchil-le-Temple hi havia 7 explotacions agrícoles que ocupaven un total de 648 hectàrees.

## Equipaments sanitaris i escolars
El 2009 hi havia una escola elemental.

## Poblacions més properes
El següent diagrama mostra les poblacions més properes.